# Gelo IV
Gelo IV é uma forma metaestável cristalina romboedral do gelo. Pode ser formado pelo aquecimento lento (0,4 K/minuto) de gelo amorfo de alta densidade a 145 K e a uma pressão constante de 0,81 GPa.